# Фарель
Фарель (нім. Varel) — місто в Німеччині, розташоване в землі Нижня Саксонія. Входить до складу району Фрисландія.
Площа — 113,53 км2. Населення становить 23 957 ос. (станом на 31 грудня 2021).